# Sakabale
Sakabale (auch: Sakabal, Sakkabal) ist ein Dorf in der Landgemeinde Roumbou I in Niger.

## Geographie
Das Dorf liegt im Tarka-Tal. Es befindet sich rund zwei Kilometer nordöstlich des Hauptorts Roumbou I der gleichnamigen Landgemeinde, die zum Departement Dakoro in der Region Maradi gehört.
Sakabale setzt sich aus drei Ortsteilen zusammen, die jeweils einen eigenen traditionellen Ortsvorsteher (chef traditionnel) haben: Sakabale, Sakabale et Maïgochi und Maïgochi Saboua. Es herrscht das Klima der Sahelzone vor, mit einer durchschnittlichen jährlichen Niederschlagsmenge zwischen 300 und 400 mm. Bei Sakabale erstrecken sich drei Teiche (mares), die nur zeitweise Wasser führen. Im Ort wurde die Schlangenart Rhamphiophis oxyrhynchus beobachtet.

## Bevölkerung
Bei der Volkszählung 2012 hatte Sakabale 1864 Einwohner, die in 325 Haushalten lebten. Bei der Volkszählung 2001 betrug die Einwohnerzahl 1207 in 169 Haushalten und bei der Volkszählung 1988 belief sich die Einwohnerzahl auf 43 in 8 Haushalten.

## Wirtschaft und Infrastruktur
In Sakabale wird ein regional bedeutender Wochenmarkt abgehalten. Der Markttag ist Sonntag. Der Markt wurde nach 1960, dem Jahr der staatlichen Unabhängigkeit Nigers, etabliert. Ihm ist ein Viehmarkt angeschlossen, auf dem die Züchter ihre Tiere persönlich verkaufen.
Im Dorf ist ein Gesundheitszentrum des Typs Centre de Santé Intégré (CSI) vorhanden. Es gibt eine Schule.